# Lope Díaz I de Haro
Lope Díaz I de Haro (fallecido el 6 de mayo de 1170), llamado «el Rubio» o '«el de Nájera»', fue hijo de Diego López I de Haro y la condesa María Sánchez, hija del conde Sancho Sánchez de Erro y la condesa Elvira García, hija legítima del conde García Ordóñez. Fue el IV señor de Vizcaya entre los años 1124 y 1170.

## Vida
Fue fiel a Urraca I de León, por lo cual no pudo intervenir en La Rioja, que pertenecía en esos momentos al esposo de Urraca, Alfonso I de Aragón; desde la muerte de la reina Urraca en 1126, su hijo Alfonso reclamaba esta zona para Castilla. En esta época, su padre Diego López y, tras su muerte Lope Díaz I de Haro, perdió el señorío sobre los castillos de Haro y Buradón en favor de los aragoneses.
En 1130 se asentó con toda su familia en la villa de Nájera, donde residirían también sus sucesores del señorío de Vizcaya, hasta la entrada de la primera mujer en él, tras la muerte de Diego López V de Haro sin descendencia. En esta villa mejoró el Hospital de la Abadía, que había comenzado a construir el rey Alfonso VII.
Tras la muerte de Alfonso de Aragón en 1134 sin descendencia, Lope, junto con otros nobles, recuperó el señorío de Nájera para entregárselo a Alfonso VII, rey de León. Como recompensa, Alfonso le concedió el título de conde y le confirmó en el señorío de la villa de Haro, como consta por un privilegio que dio el 10 de octubre de 1134, en el que daba al Monasterio de San Millán diversas iglesias y heredades.
En 1141 se concedió a Santo Domingo de la Calzada privilegio de población, apareciendo Lope en toda la documentación como gobernador de La Rioja. Fue titulado alférez Real, como aparece desde 1158.
Tras la muerte de Alfonso VII, Lope siguió sirviendo a sus sucesores; primero a Sancho el Deseado y solo un año después a Alfonso VIII de Castilla, hijo del anterior el cual tenía solo tres años cuando ocupó el trono. 
En 1163 aprovechando la minoría de edad de Alfonso VIII, Sancho VI de Navarra ocupó una parte del territorio riojano, quedando Logroño, Entrena, Navarrete, Ausejo, Autol, Quel y Resa en manos navarras. A Lope como gobernador de La Rioja le tocaría enfrentarse a ellos en 1163 y 1167, y posteriormente a su heredero en el cargo, su yerno Pedro Rodríguez de Lara en 1174.

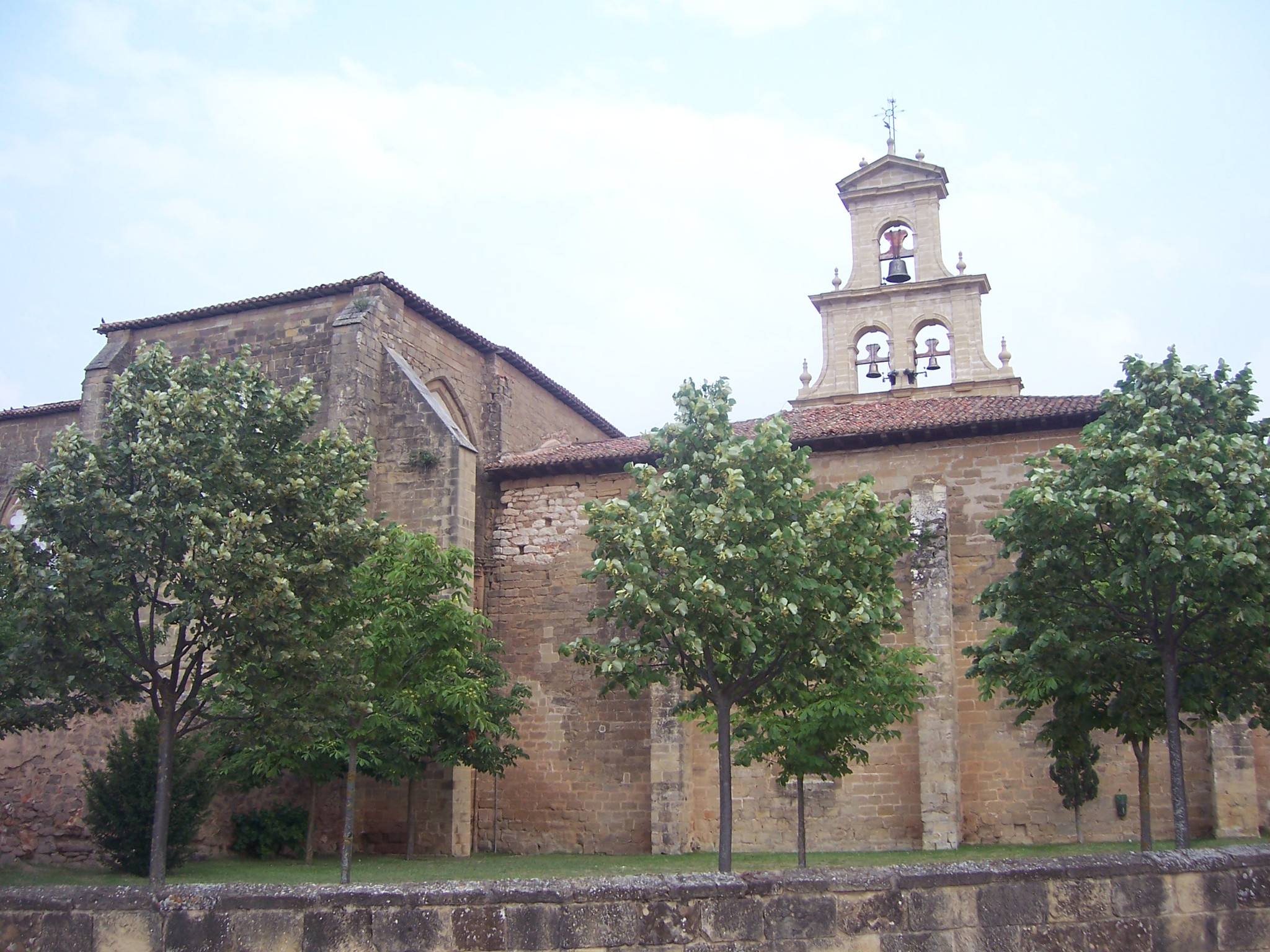
Exterior del Monasterio de Cañas.

Acuñó una moneda llamada Lobis o Lobres, en referencia a los lobos símbolo de su linaje que figuraban en ella.
En 1169 él y su mujer, donaron a unas monjas benedictinas de Santo Domingo de la Calzada unas tierras en Cañas, para ayudarlas a construir allí una abadía con la condición de que pasasen a cumplir la orden cisterciense. Así se comenzó a construir el monasterio de Santa María de San Salvador de Cañas.
Lope acudió en 1169 al cerco de Zorita junto con otros hombres, para apoyar al rey Alfonso VIII, sin que este se lo hubiese pedido. No permitió que el rey le entregase sueldo alguno por la ayuda prestada, por lo que en agradecimiento le encomendó la tenencia de la villa de Nájera. Falleció en 1170 y fue enterrado en el claustro de los caballeros del monasterio de Santa María la Real de Nájera.

## Descendencia
Casó con la condesa Aldonza no más tarde de 1154. Ambos aparecen juntos por primera vez en 1168 con sus hijos Diego y Rodrigo. Tuvieron once hijos, todos documentados:
- Diego López II de Haro,[8]  su sucesor.
- Rodrigo López de Haro,  tenente de las Torres de Léon en 1181 y después mayordomo mayor del rey Fernando II de León en 1184 y 1185.[9][10] Su primera aparición en la documentación fue en 1168 confirmando, junto con su hermano Diego, una donación de sus padres al monasterio de Santa María de Rioseco.[4] Falleció antes del 21 de enero de 1187 cuando su madre hizo una donación a la Orden de Santiago por su alma.[11]
- Mencía López de Haro (m. c. 1226),[8] condesa por haber casado con el conde Álvar Pérez de Lara, quien, una vez viuda, fue fundadora y abadesa del monasterio de San Andrés de Arroyo.
- Urraca López de Haro (m. c. 1230) reina de León como tercera esposa de Fernando II de León.[8]
- Aldonza López de Haro[8] quien confirma varios documentos de sus padres y hermanos.
- Elvira López de Haro,[8] también aparece confirmando donaciones de sus padres y hermanos.
- García López de Haro, alférez del rey Fernando II desde 1186 hasta 1188,[12][10] aparece en la documentación varias veces con sus padres y hermanos.
- Sancha López de Haro, confirma la donación de su madre en 1174.[8]
- Estefanía López de Haro,[8] confirma donación de su madre en 1174. Fue la segunda esposa de Fernando Ponce de Cabrera «el menor», hijo del conde Ponce Giraldo de Cabrera y la condesa María Fernández de Traba. Ya estaban casados en 1183 cuando Fernando Ponce hizo donación de sus propiedades en Castrocalbón al priorato de Sar en Galicia con el consentimiento de su esposa.[13] En 1200, ambos donaron la villa de Manganeses, que ella había recibido en arras, a la Catedral de Zamora.[14]
- Toda López de Haro,[8] confirma donación de su madre en 1174.
- María López de Haro,[8] quien confirma donación de su madre en 1174.[d]

Antes de casar o durante su matrimonio, el conde Lope tuvo los siguientes hijos de madre desconocida:
- Lope López de Haro, señor de Miranda de Ebro, Almenara y Palazuelos de la Sierra por su matrimonio con María de Urgel, más conocida por el nombre de María de Almenara,[8] hija del conde Ermengol VI de Urgel y Elvira Rodríguez de Lara. Tuvieron un hijo llamado Ermengaudo sine terra,[f] nacido antes de 1172 y fallecido después de 1207, con descendencia. María recibió sepultura en el monasterio de Santa María la Real de Las Huelgas en Burgos.[17]
- Sancho López de Haro,[8] quien confirma el fuero otorgado por el abad del monasterio de San Millán de la Cogolla en 1168 como Sancius comitis Lupi filius.

| Predecesor: Diego López I de Haro | Señorío de Vizcaya 1124-1170 | Sucesor: Diego López II de Haro |